# Ріхард Новий
Ріхард Новий (Richard Nový, 3 квітня 1937) — чехословацький академічний веслувальник.
Бронзовий призер Олімпійських Ігор 1964 року в складі вісімки, учасник 1960 року.
Бронзовий призер Чемпіонату Європи 1963 року в складі вісімки.